# Джонс, Мэгги Элизабет
Мэ́гги Эли́забет Джонс (англ. Maggie Elizabeth Jones; род. 10 октября 2003, Атланта, Джорджия) — американская актриса. Наиболее известна по ролям в ситкоме «Бен и Кейт» (Мэдди Фокс) и «Мы купили зоопарк» (Рози Ми).

## Биография
У Мэгги Элизабет есть две сестры: старшая Мэри-Чарльз (англ. Mary-Charles) и младшая Лиллиан Эллен (англ. Lillian Ellen).

## Фильмография
| Год  | Название на русском            | Название на английском       | Роль             | Примечания      |
| ---- | ------------------------------ | ---------------------------- | ---------------- | --------------- |
| 2010 | —                              | Most Likely to Succeed       | Мия              | ТВ фильм        |
| 2010 | Вечеринка                      | The Party                    | Ханна Рис        | Короткометражка |
| 2011 | Подопытный Б                   | Test Subject B               | Бетани (5 лет)   | Короткометражка |
| 2011 | Время игры: Преодолеть прошлое | Game Time: Tackling the Past | Шайла Уолкер     | ТВ фильм        |
| 2011 | Свободные                      | Footloose                    | Эми Варникер     |                 |
| 2011 | Мы купили зоопарк              | We Bought a Zoo              | Рози Ми          |                 |
| 2012 | В первый раз                   | The First Time               | Стелла Ходгман   |                 |
| 2013 | Поймай толстуху, если сможешь  | Identity Thief               | Джесси Паттерсон |                 |
| 2015 | За закатом рассвет             | Away and Back                | Фрэнки           | ТВ фильм        |

| Год  | Название на русском | Название на английском | Роль            | Примечания                   |
| ---- | ------------------- | ---------------------- | --------------- | ---------------------------- |
| 2012 | Бен и Кейт          | Ben and Kate           | Мэдди Фокс      | Основной состав; 16 эпизодов |
| 2014 | Несчастные          | Star-Crossed           | маленькая Эмери | Эпизод "Pilot"               |
| 2014 | Остановись и гори   | Halt and Catch Fire    | Джоани Кларк    | Эпизод "I/O"                 |
| 2015 | Роузвуд             | Rosewood               | Белла           | Основной состав              |